# Epopterus submaculatus
Epopterus submaculatus es una especie de coleóptero de la familia Endomychidae.

## Distribución geográfica
Habita en Bolivia.